# Fairfax, Oklahoma
Fairfax är en ort (town) i Osage County i delstaten Oklahoma i USA. Orten hade 1 136 invånare, på en yta av 1,99 km² (2020).